# Tökéletes pasi (film, 2019)
A Tökéletes pasi (eredeti cím: The Perfect Date) 2019-ben bemutatott amerikai tini romantikus filmvígjáték, amelyet Chris Nelson rendezett Steve Bloom és Randall Green forgatókönyvéből. A film Steve Bloom The Stand-In című regénye alapján készült, amelyet a Carolrohda Lab adott ki 2017 októberében. A főszerepet Noah Centineo, Laura Marano, Camila Mendes, Odiseas Georgiadis és Matt Walsh alakítja.
A filmet 2019. április 12-én mutatta be a Netflix.

## Cselekmény
Brooks Rattigan végzős középiskolás, és arról álmodik, hogy bejut a Yale egyetemre, míg apja, Charlie azt szeretné, ha a Connecticuti Egyetemre járna, amely teljes ösztöndíjat ajánlott Brooksnak. Legjobb barátjával, a programozó Murph-fal együtt dolgozik egy boltban, de egyetemi álmainak finanszírozása gondot okoz neki. Brooks megragadja a lehetőséget, hogy némi pluszpénzhez jusson, és osztálytársa, a gazdag Greenwich-i Celia Lieberman unokatestvére barátjának adja ki magát. Rájön, hogy alkalmazkodó személyiségével tehetséges a randizásban. Megismerkedik a gyönyörű, de sznob Shelbyvel, és célul tűzi ki, hogy meghódítja a lányt. Celia hazudik Shelbynek, és azt mondja neki, hogy Brooks inkább Darienből származik, mint a munkásosztálybeli Bridgeportból.
Murph-fal együtt elindít egy applikációt, amelyben minden alkalomra alkalmas plusz személyiségként árulja magát. Miután kiderül, hogy Celia belezúgott Franklin Volleybe, kidolgoznak egy tervezetet a színlelt szakításra, amelyben mindegyikük Shelbyvel, illetve Franklinnel lehet. Miközben Brooks számára felpörög az üzlet, Murph elhanyagoltnak érzi magát, és megszakítja Brooks-szal való kapcsolatát.
Celia interjút szervez Brooksnak a Yale-en, és feldúlt, amikor megtudja, hogy Brooks korábban már utánajárt a dékánnak, és hazudott neki, hogy megkedveljék. Brooks ezt azzal indokolja, hogy ez nem más, mint amit eddig az alkalmazásával csinált.
Celia rájön, hogy Franklin nem neki való, azonban nem mondja el Brooksnak. Amikor a színlelt szakításukat lebonyolítják, a lányt bántják a férfi szavai, és felpofozza. Brooksnak az a benyomása, hogy az egész csak színjáték.
A „szakítást” követően Shelby megcsókolja Brooksot, és megkéri, hogy kísérje el az iskolai bálra. Kettejüknek nehézséget okoz, hogy kapcsolatba kerüljenek egymással, és nehezen tudnak beszélgetést folytatni. A bálon Brooks meglátja Leah-t, egy lányt, aki az ő applikációját használta a „randizás gyakorlására”. A lány mindent elárul Brooks alkalmazásáról Shelby-nek, aki megsértődik és undorodik Brooks alkalmazásának témájától. Elárulja Shelbynek, hogy nem abból a gazdag városból származik, aminek a lány hiszi, és hogy szüksége van a pénzre, hogy a Yale-re járhasson. A nő hazugnak nevezi a férfit, és elmegy.
Brooks odalép Celiához, aki szintén ott van a bálon. A lány visszautasítja a táncra vonatkozó ajánlatát, és azt mondja, hogy ő nem tartalék. Hazatér, és beszélget az apjával arról, hogy mi történt az életében. Az apja emlékezteti, hogy senki sem tudja igazán, ki is ő valójában, és azt mondja Brooksnak, hogy büszke arra, akivé a fia vált.
Brooks úgy dönt, hogy elfogadja a UConn ajánlatát, mert ha valaki másnak kell kiadnia magát, hogy a Yale-re mehessen, akkor nem akar menni. Brooks kibékül Murph-fel. Találkozik Celiával is, és levelet ír neki, amelyben elgondolkodik azon, hogy korábban milyen ambíciói voltak: a legmenőbb autót vezetni, a legjobb iskolába járni, és a legszebb lánnyal randizni. De kiderült, hogy ezek az ambíciók rossz baráttá, hálátlan fiúvá és önimádóvá tették. Azt írja, hogy akkor érezte magát a legjobban önmagának, amikor Celiával volt, és megint vele akar lenni.
Celia meglátogatja Brooksot otthon, és bocsánatot kér, amiért megpofozta. Ezután elmennek a szendvicses étterembe, amelyet egy bulira alakítottak át, ahol Murph és Tuna Melt (Murph szerelme és a szendvicsbolt törzsvendége) is jelen van. Murph elárulja, hogy felvették a UConnra, Brooks pedig kibékül Celiával, és csókot váltanak. Ezután négyen folytatják a táncot a film végéig.

## Szereplők
- Noah Centineo – Brooks Rattigan
- Laura Marano – Celia Lieberman
- Odiseas Georgiadis – Murph
- Camila Mendes – Shelby Pace
- Matt Walsh – Charlie Rattigan
- Joe Chrest – Jerry Lieberman
- Carrie Lazar – Lilian Lieberman
- Alex Biglane – Tuna Melt
- Blaine Kern III – Franklin
- Zak Steiner – Reece
- Ty Parker – Cartelli
- Wayne Péré – Mr. Newhouse
- Autumn Walker – Leah
- Ivan Hoey Jr. – Larry

## A film készítése
2018 márciusában bejelentették, hogy Noah Centineo, Camila Mendes, Laura Marano, Matt Walsh és Odiseas Georgiadis csatlakozott a film szereplőgárdájához, amely akkor még a forrás regény címe után a The Stand-In címet kapta. A tervek szerint a filmet Chris Nelson rendezi Steve Bloom és Randall Green forgatókönyve alapján. 2019 januárjában jelentették, hogy a Netflix megszerezte a film világszintű forgalmazási jogait, melynek új címe a The Perfect Date (Tökéletes pasi) lett.
A film forgatása 2018 márciusában kezdődött New Orleans-ban.

## Megjelenés
A Tökéletes pasi 2019. április 12-én jelent meg. 2019 júliusában a Netflix arról számolt be, hogy a filmet a megjelenés első négy hetében 48 millióan nézték meg otthonról.

## Fordítás
- Ez a szócikk részben vagy egészben  a   The Perfect Date című angol Wikipédia-szócikk fordításán alapul.  Az eredeti cikk szerkesztőit annak laptörténete sorolja fel. Ez a jelzés csupán a megfogalmazás eredetét és a szerzői jogokat jelzi, nem szolgál a cikkben szereplő információk forrásmegjelöléseként.